# Manoutchar Ier Jakéli
Manoutchar Ier Jakéli est prince ou atabeg du Samtskhe de 1478 à 1487.

## Biographie
Manoutchar est le fils cadet de Qvarqvaré III Jakéli ; il succède à son frère Baadour Ier Jakéli disparu sans héritier.
Comme ses prédécesseurs, il veut marquer son indépendance vis-à-vis du roi Constantin II qui tente encore de reconstituer à son profit le royaume de Géorgie. Il refuse d’assister Constantin II lors de l’invasion d’Uzun Hasan et des Aq Qoyunlu, qui dévastent son pays. Il profite même de son embarras pour enlever la rive droite de la rivière Mtcouar au Karthli.
Lors de l’offensive de Constantin II contre la Djavakhétie en 1481, il se contente de fortifier ses positions du Saathabago, ce qui permet à Constantin de récupérer les régions perdues.
En 1483, un de ses parents nommé Qvarqvaré Jakéli, qui est sans doute son futur successeur, est victorieux des armées géorgiennes, ce qui permet à Manoutchar Ier Jakéli de repousser les offres de paix du roi Constantin II. Ce dernier reprend une nouvelle fois les territoires contestés.
En 1486, le Samtskhe doit à son tour faire face à l’invasion de Yacoub et des  Aq Qoyunlu qui assiègent Akhalkalak. La ville est prise, pillée puis incendiée et la population est emmenée en esclavage. Le même sort est réservé à Akhaltsikhé. Après le pillage d’Atzkveri, le 25 septembre, Manoutchar Ier Jakéli doit racheter à prix d’or la vénérable « image de la Mère de Dieu » qui a été prise par les musulmans.
Manoutchar Ier Jakéli meurt en 1487 sans descendant. Il laisse un pays dévasté et sous la menace d’une nouvelle intervention du roi Constantin II. Sa succession est assurée par Qvarqvaré IV Jakéli, le fils d’Aghougha Ier Jakéli.